# Hans-Peter Feldmann
Hans-peter Feldmann (Düsseldorf, 1941) és un dels artistes més representatius de l'escena artística alemanya de les darreres dècades. precursor de l'apropiacionisme i de 
la tendència que invoca el concepte de plagi com a pràctica artística legítima, és un referent per a les noves generacions d'artistes neoconceptuals. La seva obra s'ha mostrat al Guggenheim de Nova York, al Contemporary Art Gallery de Vancouver, a la kunstalle de Viena, al MACBA i a la Fundació Tàpies de Barcelona, entre d'altres.

## Biografia
La seva obra es divideix en dues etapes, separades entre elles per deu anys de silenci. La primera va des dels anys seixanta fins als anys vuitanta, quan Feldmann es va aturar durant deu anys i no va reiniciar la seva activitat artística fins al 1989.
A partir de 1968 Feldmann va començar a produir petits llibres titulats Bild (imatge) o Bilder (imatges), dins dels quals apareix un mateix tipus d'objecte i cap text. Feldmann reagrupa distints tipus d'imatges –com les seves pròpies fotografies o reproduccions extretes de revistes– i els combina per tema i també segons la seva cronologia. Aquests treballs, com tots els seus, es revesteixen d'una aparença modesta i es mantenen pròxims al ritme de la quotidianitat. En aquesta època Feldmann també es va dedicar a col·leccionar joguines antigues, imatges i altres objectes que pintava ell mateix, i així modificava la percepció prèvia que es podia tenir d'aquestes figures.
El 1980, després d'una exposició al Museum Van Hedendaagse Kunst de Gant, Feldmann va decidir retirar-se i va manifestar un cert cansament davant del món de l'art, en el qual, des del seu punt de vista, prevalen els criteris mercantilistes sobre els polítics i ideològics. A partir de 1989, però, va reprendre la seva producció amb els Aesthetic Studios —objectes quotidians encaixats per crear una nova forma— i també va recuperar la producció de llibres que reflexionen sobre els diferents usos socials de la fotografia.
La carrera de Feldmann, que amb un estil molt particular recontextualitza els objectes quotidians, cataloga llocs comuns i els atorga nous significats, ha exercit una influència important en dues generacions d'artistes. Entre les nombroses exposicions de la seva obra celebrades des de principis dels anys setanta destaquen, en la primera època, les realitzades en la Galerie Paul Maenz de Colònia, la Gallera Sperone de Torí i el Kunstraum de Múnic. Recentment ha exposat la seva obra al Guggenheim Museum Soho (1993) i la 303 Gallery (1992, 1996, 2000) de Nova York, així com al Museu Ludwig de Colònia (2003) i a la Fundació Antoni Tàpies (2002) de Barcelona. La seva obra també va estar present a la Documenta 5 (1972) i a la Documenta 6 (1976) de Kassel; a l'exposició do it, comissariada per Hans-Ulrich Obrist a Ritter Klagenfurt, Àustria (1994); a la Biennal de Venècia (2003) i al Walker Art Center de Minneapolis (2004).